# Rosenmuseum

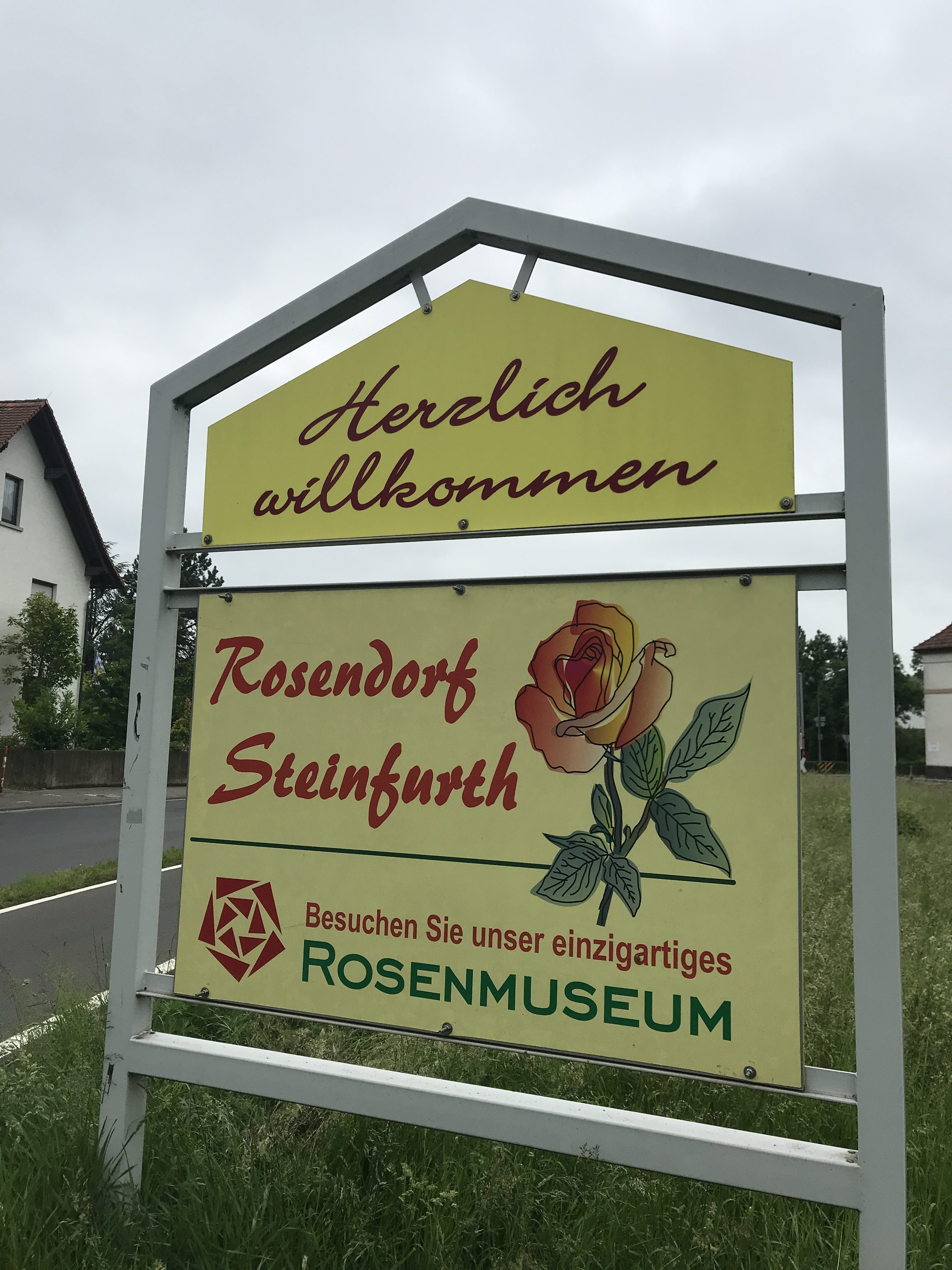
Ortseingangsschild vom Rosendorf Steinfurth heißt seine Gäste willkommen und ruft zum Besuch des einzigartigen Rosenmuseums auf.

Das Rosenmuseum ist ein seit 1974 in Steinfurth, einem Stadtteil von Bad Nauheim im hessischen Wetteraukreis, bestehendes Museum zur Kunst- und Kulturgeschichte der Rose. Es zeigt eine kulturgeschichtlich orientierte Dauerausstellung und verfügt über eine bedeutende Fachbibliothek.

## Standort
Das Museum liegt im Ortsinneren von Steinfurth. Es nutzt einen denkmalgeschützten zweigeschossigen Fachwerkbau aus dem letzten Viertel des 18. Jahrhunderts mit neuerem Anbau. Dazu gehören auch ein kleiner Rosengarten und ein Museumscafè. Der Fachwerkbau wurde ursprünglich gut zwei Kilometer entfernt an einer Saline bei Wisselsheim als Rentamt errichtet. Nach Schließung der Saline 1830 wurde es verkauft, abgebaut und in Steinfurth wieder aufgebaut. Es diente zunächst als Forsthaus und zuletzt bis 1972 als Rathaus.

## Geschichte
Die Idee, ein Museum zu gründen, soll entstanden sein, als Ria Steinhauer, Rosenbauerin und Stadträtin, beim Okulieren ein altes, porzellanenes Rosenetikett der Steinfurther Firma Schultheis im Rosenacker fand. Der Vorschlag wurde vom damaligen Vorsitzenden des Kultur- und Sportausschusses Franz Gabriel unterstützt. Nachdem Steinfurth 1972 zu Bad Nauheim eingemeindet worden war, gab es die Möglichkeit, Räume im bisherigen Rathaus zu nutzen. 1974 gründeten Steinhauer und Gabriel das Heimat- und Rosenmuseum. Das Museum wurde zunächst ausschließlich ehrenamtlich von Leopold Gaffrey betreut. Nach seinem Tod 1985 setzte die Stadt Bad Nauheim die Museumspädagogin Sabine Kübler als hauptamtliche Leitung ein und sanierte das Gebäude.
1990 wurde es als Spezialmuseum zur Kulturgeschichte der Rose wiedereröffnet. 1999 wurde es erneut temporär geschlossen, um einen Erweiterungsanbau anzuschließen. Die Zeit wurde auch für eine Sichtung der Sammlung und eine Neukonzeption der Ausstellung durch die Archäologin Jutta Pauli genutzt. 2003 wurde es wieder geöffnet. 2012 stand die weitere Existenz des Museums aus Geldmangel bei der Stadt Bad Nauheim in Frage, eine Schließung bis Ende 2013 war angedacht. In Steinfurth bildet sich daraufhin ein Trägerverein, der den Weiterbetrieb anstrebte. Von 16 Gründungsmitgliedern waren dabei 15 Rosenbauern. Zum Januar 2014 übertrug die Stadt die Betreuung an den Rosenmuseum Steinfurth e.V. Der Verein stellte Jutta Pauli als Leiterin des Museums ein. Stand 2021 wurde das Museum von ihr mit sechs ehrenamtlichen Helfern und fünf Minijobbern betrieben und hatte rund 10.000 Besucher im Jahr.
Im Oktober 2022 wurde das Museum vom Hessischen Ministerium für Wissenschaft und Kunst als Museum des Monats ausgezeichnet. Die feierliche Preisverleihung durch die Ministerin Angela Dorn fand im Museum statt. Der Preis ist mit 1.000 EUR dotiert.
Zum August 2024 übernahm die Museumspädagogin Madelaine Heck die Museumsleitung von der in den Ruhestand wechselnden Jutta Pauli.

## Sammlung
Die Sammlung des Museums umfasst mehrere tausend Objekte, darunter Porzellan, Schmuck, Spielzeug, Papiere, Grafik, Gemälde, Werkzeuge und Geräte aus Rosenanbau und -verarbeitung. Grundstock war die umfangreiche Sammlung von Ria Steinhauer, die alles sammelte, was mit Rosen zu tun hat. Diese wurde erweitert durch Schenkungen und Erwerbungen. Auch Firmenarchive der Steinfurther Rosenbauern wurden aufgenommen. Nur ein Teil der Sammlung kann in den Ausstellungsräumen gezeigt werden.

## Ausstellung

### Dauerausstellung
Die Dauerausstellung widmet sich der Kunst- und Kulturgeschichte der Rose und der Tradition des Rosenanbaus am Ort. Sie ist in mehrere Abteilungen gegliedert.
In der Abteilung Die Rose und die schönen Künste werden unter anderem Gemälde und Beispiele aus Literatur, Musik und Architektur gezeigt. Die Alltagskultur drückt sich in Vasen, Flakons und anderen dekorierten Objekten aus. Botanische Illustrationen zeigt Bildnisse aus verschiedenen Epochen. Rosige Zeiten in Steinfurth beleuchtet die Geschichte des Rosenanbaus in Steinfurth. Heinrich Schultheis, Sohn des damaligen Bürgermeisters, gründete 1868 die erste deutsche Rosenschule. Zuvor unternahm er Reisen ins Ausland und lernte so in England den Rosenanbau kennen, seine neu gewonnenen Kenntnisse brachte er mit nach Steinfurth zurück und begründete damit die Tradition des Rosendorfs Steinfurth.
Besondere Exponate:

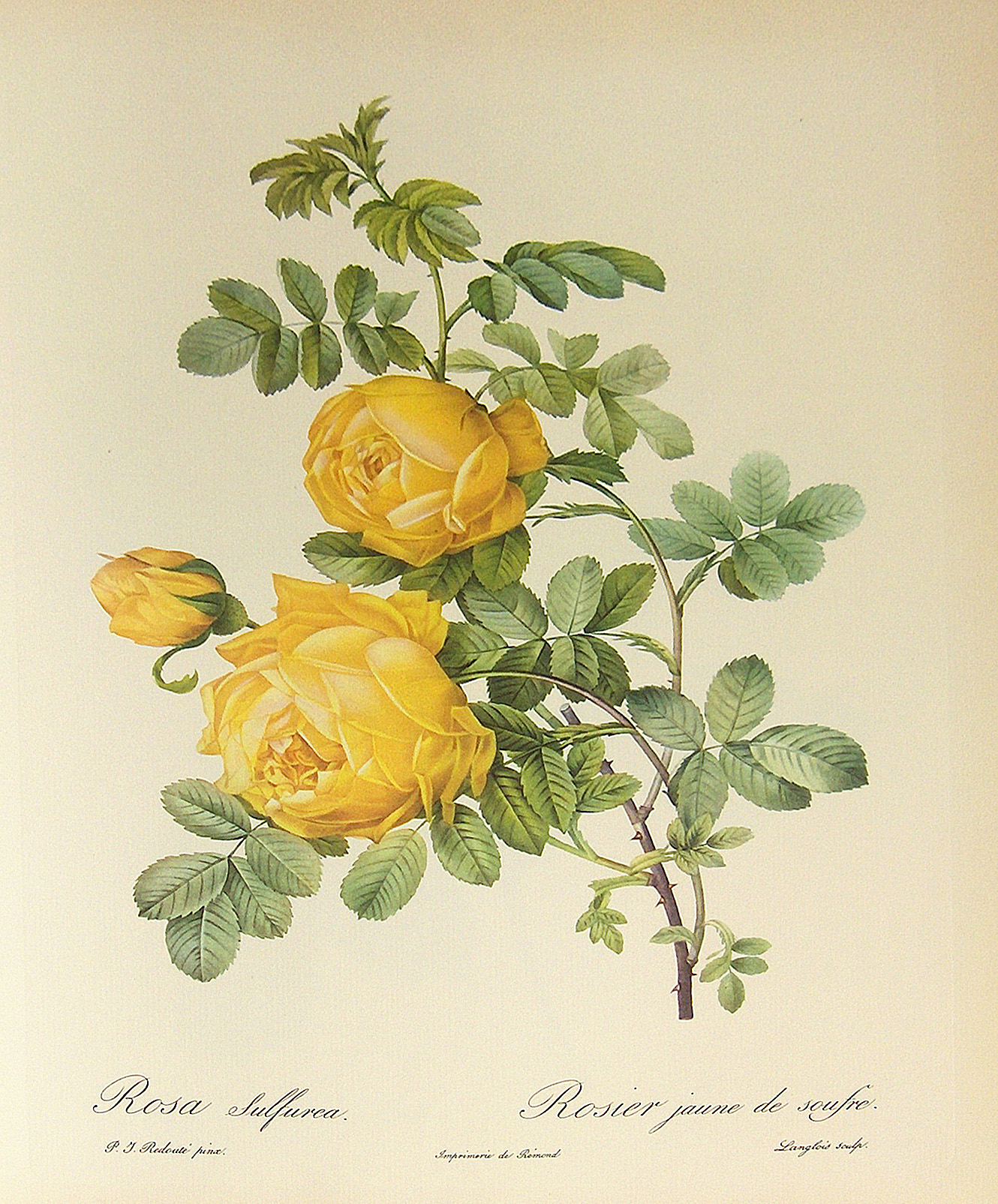
Abbildung Rosa sulfurea aus Les Roses

Zu den besonderen Exponaten gehört eine Originalausgabe des berühmten Tafelwerks „Les Roses“ vom Hofmaler Pierre-Joseph Redouté (1759–1840), das für Joséphine de Beauharnais, die Gattin Napoleons, angefertigt wurde. Darin sind alle 1814 bekannten Rosensorten abgebildet. Joséphine pflanzte den ersten Rosengarten Europas.
Im kleinen Garten des Museums befindet sich ein Haiku-Stein, der 1998 von Rosenfreunden aus Japan gespendet wurde. Die japanische Inschrift in Form eines Haikus lautet übersetzt „Rosen wurden Beeren / Lebendig sind die Menschen / In der Rosenstadt“ und stammt vom japanischen Dichter Fuyuo Usaki. Der Stein wurde vom Steinmetz-Großmeister Daisaku Noguchi gestaltet und wiegt vier Tonnen.

### Sonderausstellungen (Auswahl)
Parallel zur Dauerausstellung gibt es eine etwa jährlich neu gestaltete Sonderausstellung.
- 2015/2016 Chinalack und Taubenblut – Die Farbe der Rose
- 2017 Wilde Rosen – Starke Frauen
- 2018 Rosenwahnsinn! – 100 Jahre Rosen aus Steinfurt
- 2019 Zu Gast im Rosenmuseum – Rosenzauber aus Galerien und Museen
- 2021 Rosenblätter – Rosenliteratur aus fünf Jahrhunderten
- 2023/2024 Die dunkle Seite der Rose oder Die Faszination des Gegenteils

### Weitere Veranstaltungen
Im Museum finden auch Führungen, Lesungen und Konzerte statt.

## Bibliothek
Zum Museum gehört eine Fachbibliothek zu Literatur über Rosen. Die Werke können vor Ort nach Anmeldung eingesehen werden. Die Bibliothek beinhaltet Stand 2023 rund 3000 Schriftbände von 1631 bis heute sowie 130 Zeitschriftentitel von 1829 bis heute. Wesentlich beigetragen hat dazu die Spezialbibliothek von Servais Lejeune, einem Hamburger Rosenfreund. Zu den Sammelgebiete gehören Bellestrik, Poesie, Märchen, Kunst, Kunstgewerbe, Symbolik der Rose, Kulinarik, Heilkunde, Botanik, Gartenkunst, Geschichte der Rosenzüchtung und anderes.
Die Bibliothek ist eine der größten zum Thema Rosen in Deutschland. Laut Angaben der Deutschen Rosengesellschaft ist die größte die Neue Deutschen Rosenbibliothek im Europa-Rosarium Sangerhausen mit über 8.600 Bänden, die nächstgrößere am Deutschen Rosarium Dortmund mit etwa 1.700 Bände.

## Organisation
Das Museum gehört der Stadt Bad Nauheim. Getragen wird es aber seit 2014 vom gemeinnützigen Verein Rosenmuseum Steinfurth e. V., der 2013 gegründet wurde. Zum Vereinszweck gehören laut Satzung unter anderem die „Fortführung des musealen Angebots in Bad Nauheim-Steinfurth mit der Präsentation der Kulturgeschichte der Rose und des Rosenanbaus sowie die Bewahrung, wissenschaftliche Bearbeitung, Dokumentation und Präsentation der Bestände des Museums“ aber auch „Erforschung und Dokumentation des Rosenanbaus in Steinfurth und Umgebung“, sowie Organisation von Veranstaltungen und pädagogische Arbeit. Die Mitgliedschaft ist für Einzelpersonen, Paare und Familien möglich. Stand 2023 hatte der Verein mehr als 100 Mitglieder aus ganz Deutschland. Der Vorstand setzt sich aus der Museumsleitung, 1. und 2. Vorsitzenden, Schatzmeister und einem Vertreter der Stadt Bad Nauheim zusammen.